# Moisés Barack
Moisés Barack Caycho, né le 26 décembre 1943 à Ica (Pérou) et mort le 9 avril 2024 à Lima, est un footballeur péruvien devenu entraîneur. 
Surnommé Moshé, il est sélectionneur du Pérou entre 1984 et 1985 et dirige de nombreux clubs dans son pays natal ainsi qu'en Bolivie.

## Biographie

### Carrière de joueur
Évoluant au poste de défenseur, Moisés Barack fait ses débuts en deuxième division en 1959 au Juventud Gloria. Mais il se fait connaître dans les années 1960, d'abord au Centro Iqueño, puis à l'Universitario de Deportes, club où il joue de 1961 à 1965 et avec lequel il remporte le championnat en 1964.

### Carrière d'entraîneur
Devenu entraîneur, Moisés Barack frappe un grand coup en remportant son premier titre au Pérou, à savoir le championnat 1976, qui plus est avec un modeste club de province : l'Unión Huaral. En 1984, il prend en charge les rênes de l'équipe nationale du Pérou en vue des qualifications à la Coupe du monde 1986. Destitué le 10 juin 1985, au lendemain d’un match nul et vierge à domicile face à la Colombie, il apprend la nouvelle dans un studio de radio par un journaliste qui était sur le point de lui accorder une interview. Il est remplacé par Roberto Chale.
Barack s'exile alors en Bolivie où il connaît une période dorée à la tête de deux clubs de La Paz : le Club Bolívar (champion en 1985 et 1991) et The Strongest (champion en 1989). 
Son retour au Pérou ne reste pas dans les annales et hormis une Copa Perú glanée en 1996 avec le José Gálvez, sa carrière se disperse en entraînant des clubs de seconde zone. En 2006, il descend en deuxième division avec le club qu'il avait conduit au sacre en 1976, l'Unión Huaral. Il fait son retour en première division au Sport Huancayo en 2013, après six ans d'absence au plus haut niveau, mais il est incroyablement destitué au bout de la 1re journée du championnat 2013.

## Palmarès

### Palmarès de joueur
Universitario de Deportes
- Championnat du Pérou (1) :
  - Champion : 1964.

### Palmarès d'entraîneur

#### Au Pérou
| Unión Huaral - Championnat du Pérou (1) : - Champion : 1976. |  | Atlético Torino - Copa Perú (1) : - Vainqueur : 1982. |  | José Gálvez - Copa Perú (1) : - Vainqueur : 1996. |

#### En Bolivie
| Club Bolívar - Championnat de Bolivie (2) : - Champion : 1985 et 1991. |  | The Strongest - Championnat de Bolivie (1) : - Champion : 1989. |